# Бертхолд II (Швабия)
Бертхолд II (на немски: Berchthold II, † 21 януари 917) е граф в Баар (889 – 911) в Югозападна Германия.

## Биография
Той е син на Бертхолд I (пфалцграф на Швабия) от род Ахалолфинги и на Гизела, сестра на Рихарда Швабска. Брат е на Кунигунда (* 882, † 7 февруари 915), която се омъжва за Луитполд († 4 юли 907, Луитполдинги), маркграф на Карантания и през 911 г. втори път за Конрад I, немски крал († 23 декември 918, Конрадини), и на Ерхангер II (от 915 г. херцог на Швабия).
Той става граф на Баар след Бернхард?, наричан Карл, син на Карл III Дебели.
Ерхангер участва в отстраняването на Бурхард I (от род Бурхардинги), който е екзекутиран през 911 г. заради държавно предателство. След това Ерхангер и брат му Бертхолд стават най-влиятелните графове в Алемания. През 913 г. избухва конфликт между Ерхангер и крал Конрад I. Като знак на сдобряването Ерхангер омъжва сестра си Кунигунда, чийто съпруг Луитполд точно е умрял, с Конрад I, който назначава Ерхангер като заместник на кралството в Швабия. Това води до противиречия с епископ Саломон III от Констанц и през 914 г. Ерхангер заповядва да го затворят. След това крал Конрад затваря Ерхангер и го праща в изгнание. Епископ Саломон получава свободата си обратно.
През 915 г. Бурхард II и брат му Ерхангер се бият на страната на баварския херцог Арнулф I победоносно против унгарците в битката на Ин. След това те се съюзяват против крал Конрад I и го побеждават в битката при Валвис в Хегау. След това Ерхангер е провъзгласен за херцог на Швабия.
Заради прегрешенията им против краля и епископа двамата братя и техния племенник Лиутфрид са осъдени през септември 916 г. от „Синода от Хоеналтхайм“ в Бавария на манастирски затвор. При опита им да се сдобрят с крал Конрад I, той и брат му са убити по време на пътуването им през януари 917 г. по заповед на краля. Земите им са конфискувани.

## Деца
Бертхолд II има син Адалберт, граф на Мархтал († на 6 февруари 954 г. убит в битка) и е баща на Берхтхолд, † 973/977, херцог на Мархтал и на Юдит фон Мархтал († 25 декември...; ∞ Конрад († 982), граф в Рейнгау и в Ортенау, (Конрадини).